# ASOS.com
ASOS.com（英：ASOS.PLC）はオンラインショッピングサイトASOS.comの運営と自社ファッションブランドを展開するイギリスの企業である。

## 概要
イギリス発のファッション、ビューティ関係の商品を扱うファッション通販会社。850以上のブランドを扱い、自社ブランドレーベル（レディース、メンズ）も展開している。本社はロンドンのカムデンタウンに位置し、メインの物流拠点はイギリス、ヨークシャのバーンスリーにある。ASOSとは、 "As seen on screen" （画面でみたもの）の略である。
海外展開を積極的に行っており、イギリスの他にもフランス、ドイツ、イタリア、スペイン、中国、ロシア、アメリカ、オーストラリア向けのショッピングサイトを展開している。2013年（8月決算）の売上高は£769.4ミリオン（日本円換算で約1300億円）。ロンドン証券取引所に上場している。

## 歴史
- 2000年：Nick RobertsonとQuentin Griffithsがロンドンにて起業
- 2004年：ASOSオリジナルのレディスレーベルを販売開始
- 2005年：ASOS Beautyを開始
- 2006年：キャットウォークを開始（イギリス内で初）
- 2007年：雑誌を創刊
- 2007年：ASOSメンズレーベルを販売開始
- 2008年：ASOSアウトレットを開始
- 2009年：ASOS Petite（小柄）レーベルを販売開始
- 2009年：デザイナーストアーを開始
- 2010年：携帯サイトを開始
- 2010年：フランス、ドイツ、アメリカに進出
- 2010年：ASOSマーケットプレイスを開始
- 2011年：iPhoneとiPad向けのアプリをリリース[5]
- 2011年：スペイン、イタリア、オーストラリアに進出
- 2012年：オーストラリア、シドニーに最初のインターナショナルオフィスを開設
- 2013年：ロシア、中国に進出
- 2013年：ニューヨークにアメリカ用のカスタマーセンターを開設

## 撤退した事業
- Little ASOS - 子供服、2008年から2010年まで[6]